# Quam grave
Quam grave è una enciclica di papa Benedetto XIV, datata 2 agosto 1757, con la quale il Papa segnala le pene alle quali vanno soggetti, a norma dei Canoni e delle Costituzioni Apostoliche, coloro che celebrano la Messa o ricevono le Confessioni dei fedeli benché non ammessi all'Ordine del Presbiterato; sottolinea quale sia la prassi seguita finora nei processi contro i colpevoli di questo reato, e indica come d'ora in poi ci si debba comportare.

## Fonte
- Tutte le encicliche e i principali documenti pontifici emanati dal 1740. 250 anni di storia visti dalla Santa Sede, a cura di Ugo Bellocci. Vol. I: Benedetto XIV (1740-1758), Libreria Editrice Vaticana, Città del Vaticano 1993